# (4319) Jackierobinson
(4319) Jackierobinson es un asteroide perteneciente al cinturón de asteroides, descubierto el 1 de marzo de 1981 por Schelte John Bus desde el Observatorio de Siding Spring, Nueva Gales del Sur, Australia.

## Designación y nombre
Designado provisionalmente como 1981 ER14. Fue nombrado Jackierobinson en honor a Jackie Robinson el primer beisbolista afroamericano en ingresar en las Ligas Mayores de Béisbol.

## Características orbitales
Jackierobinson está situado a una distancia media del Sol de 2,340 ua, pudiendo alejarse hasta 2,861 ua y acercarse hasta 1,818 ua. Su excentricidad es 0,222 y la inclinación orbital 9,093 grados. Emplea 1307 días en completar una órbita alrededor del Sol.

## Características físicas
La magnitud absoluta de Jackierobinson es 13,9. Tiene 4,123 km de diámetro y su albedo se estima en 0,344.